# J to tha L-O! The Remixes
„J to tha L-O! The Remixes“ е първият ремикс албум на американската певица и актриса Дженифър Лопес. Той включва ремиксирани версии от първия и втория албум. Албумът е пуснат на 5 февруари 2002 г.

## Списък с песните

### Оригинален траклист
1. Love Don't Cost a Thing (RJ Schoolyard Mix) (с Fat Joe) – 4:18
2. Ain't It Funny (Murder Remix) (с Ja Rule и Caddillac Tah) – 3:49
3. I'm Gonna Be Alright (Track Masters Remix) (с Фифти Сент) – 3:53
4. I'm Real (Murder Remix) (с Ja Rule) – 4:18
5. Walking on Sunshine (Metro Remix) – 5:50
6. If You Had My Love (Dark Child Master Mix) – 4:11
7. Feelin' So Good (Bad Boy Remix) (с Пъф Дади и G. Dep) – 4:27
8. Let's Get Loud (Pablo Flores Remix) – 5:29
9. Play (Sack International Remix) – 4:18
10. Waiting for Tonight (Momentous Radio Mix) – 4:32
11. Alive – 4:40

### Преиздание
1. I'm Gonna Be Alright (Track Masters Remix) – 3:20

### Европейско издание
1. Si Ya Se Acabo (радио remix) – 3:33
2. Que Ironia (Ain't It Funny) (Tropical Dance Remix) – 3:48
3. Una Noche Más (Pablo's Miami Mix радио редактиран) – 4:05
4. No Me Ames (с Марк Антъни) (Tropical Dance Remix) – 5:02

### Европейско преиздание
1. I'm Gonna Be Alright (Track Masters Remix с Nas) – 2:52